# Distretto di Wakhan
Il distretto di Wakhan è un distretto dell'Afghanistan, appartenente alla provincia di Badakhshan.